# 오로치어
오로치어(오로치어: Орочи кэсэни, 러시아어: О́рочский язы́к)는 러시아 극동의 하바롭스크 지방에 거주하는 오로치족이 사용하는 언어이다. 퉁구스어족 남부어파에 속한다. 나나이어와 우데게어 등과 근연 관계에 있다.
현재 러시아의 하바롭스크 지방, 아무르주, 프리모르스키 지방, 사할린섬, 쿠릴 열도와 일본의 홋카이도 아바시리시에 분포하며, 2002년의 러시아 국세조사에 따르면 오로치어의 화자수는 257명이지만, 실제로 그보다 더 줄어들었을 것으로 추정된다. 오로치어는 문자 언어로 정착되지 않았기 때문에 대부분의 오로치족은 러시아어나 일본어로 교육받는다. 때문에 현재 오로치어는 전승되지 못한 채 극소수의 오로치족들 사이에서만 사용되며, 2000년대 초에 키릴 문자로 표기하는 오로치어 정서법이 제정되고 교과서가 출판되었으나, 2016년의 연구에서는 오로치어가 이미 사어가 되었다고 보고되었다.

## 음운
|        | 전설 | 중설 | 후설      |
| ------ | ---- | ---- | --------- |
| 고모음 | i iː |      | u uː ʊ ʊː |
| 중모음 |      | ə əː | ɔ ɔː      |
| 저모음 | æː   | a aː |           |

|        |        | 양순음 | 치경음 | 경구개음 | 연구개음 |
| ------ | ------ | ------ | ------ | -------- | -------- |
| 비음   | 비음   | m      | n      | ɲ        | ŋ        |
| 파열음 | 무성   | p      | t      | tʃ       | k        |
| 파열음 | 유성   | b      | d      | dʒ~ʒ     | ɡ        |
| 마찰음 | 무성   |        | s      |          | x        |
| 마찰음 | 유성   | v      |        |          | ɣ        |
| R음    | R음    |        | r      |          |          |
| 유음   | 유음   |        | l      |          |          |
| 접근음 | 접근음 |        |        | j        |          |

## 표기 체계
오로치어는 키릴 문자로 표기된다.
| А а | Б б | В в | Г г | Д д | Е е | Ё ё | Ж ж |
| З з | И и | Й й | К к | Л л | М м | Н н | Ӈ ӈ |
| О о | П п | Р р | С с | Т т | У у | Ф ф | Х х |
| Ц ц | Ч ч | Ш ш | Щ щ | Ъ ъ | Ы ы | Ь ь | Э э |
| Ю ю | Я я |     |     |     |     |     |     |

## 참고 문헌
- Абрамова Г. С. Картинный словарь орочского языка. СПб., 2002, изд-во «Дрофа»

## 같이 보기
- 퉁구스어족
- 오로치인